# Vinzel
Pour l’article ayant un titre homophone, voir Vinzelles.
Vinzel (/vɛ̃zɛl/) est une commune suisse du canton de Vaud, située dans le district de Nyon ; elle fait partie de La Côte.

## Géographie
La commune est située à 5 km à l’ouest-sud-ouest de Rolle, sur la partie inférieure du versant qui comprend le vignoble de la Côte. Elle s’insère entre Luins à l’ouest et Bursins à l’est[réf. souhaitée].
Le territoire de Vinzel s'étend sur 1,09 km2, dont 20 ha de vignoble[réf. souhaitée]. Lors du relevé de 2013-2018, les surfaces d'habitations et d'infrastructures représentaient 14,5 % de sa superficie, les surfaces agricoles 65,5 %, les surfaces boisées 18,2 % et les surfaces improductives 0,9 %.

## Toponymie
Le nom de la commune, qui se prononce /vɛ̃zɛl/, pourrait dériver d'une forme latine vīnĭcellum, signifiant parcelle de vignoble.
Sa première occurrence écrite date de 1145, sous la forme de Vynciel.

## Population

### Gentilé et surnom
Les habitants de la commune se nomment les Vinzellois.
Ils sont surnommés les Sèche-Brebis (Sètze-Fâïe en patois vaudois ; ils partagent ce surnom avec les habitants d'Agiez ; un jeune pâtre aurait fait sécher dans un four une brebis mouillée par la pluie).

### Démographie

#### Évolution de la population
Vinzel compte 379 habitants au 31 décembre 2022 pour une densité de population de 348 hab/km2. Sur la période 2010-2019, sa population a augmenté de 3,5 % (canton : 12,9 % ; Suisse : 9,4 %).  

#### Pyramide des âges
En 2020, le taux de personnes de moins de 30 ans s'élève à 34,3 %, au-dessous de la valeur cantonale (35 %). Le taux de personnes de plus de 60 ans est quant à lui de 21,4 %, alors qu'il est de 21,9 % au niveau cantonal.
La même année, la commune compte 191 hommes pour 194 femmes, soit un taux de 49,6 % d'hommes, supérieur à celui du canton (49,1 %).
| Hommes | Classe d’âge | Femmes |
| ------ | ------------ | ------ |
| 0,0    | 90 ans ou +  | 1,0    |
| 3,7    | 75 à 89 ans  | 2,1    |
| 19,4   | 60 à 74 ans  | 16,5   |
| 24,1   | 45 à 59 ans  | 27,3   |
| 18,3   | 30 à 44 ans  | 19,1   |
| 18,3   | 15 à 29 ans  | 19,1   |
| 16,2   | - de 14 ans  | 14,9   |

| Hommes | Classe d’âge | Femmes |
| ------ | ------------ | ------ |
| 0,5    | 90 ans ou +  | 1,4    |
| 6,1    | 75 à 89 ans  | 8,2    |
| 13,3   | 60 à 74 ans  | 14,3   |
| 21,5   | 45 à 59 ans  | 21,2   |
| 22,0   | 30 à 44 ans  | 21,4   |
| 19,6   | 15 à 29 ans  | 18,0   |
| 16,9   | - de 14 ans  | 15,5   |

## Histoire
L'abbaye de Bonmont afferme à Vinzel, en 1350, au bord de la route de l’Etraz, une maison vigneronne. Par ailleurs cette terre, qui relevait anciennement de la seigneurie d’Aubonne, est inféodée en 1306 au chevalier Jean de Senarclens. Au XVIIIe siècle, Vinzel dépend du bailliage de Morges et de la baronnie de Rolle.
Au XVIIIe siècle, la commune est gérée par un gouverneur, un conseil de six membres et une assemblée générale. Elle fait partie du district de Rolle de 1798 à 2006.

## Monuments
La Bâtie. Attesté dès le milieu du XVIe siècle, ce toponyme, situé à la limite supérieure de la zone de vignoble, est lié à la famille Champion, seigneurs de la Bâtie-Beauregard (Collex-Bossy). Dès avant 1493 ceux-ci sont propriétaires de divers biens à La Côte, dont un domaine avec pressoir à Vinzel. Puis on trouve ici François Champion, qui trahit en 1519 François Bonivard. Propriété de Nicolas Jenner dès le troisième quart du XVIIe siècle. Vers 1725, Jenner fait reconstruire la maison et cave pour en faire un château. Le Conseiller d’Etat genevois André-Jacques Baraban complète l’ouvrage en procédant lui aussi à divers travaux vers 1762. Inscrite à l'inventaire cantonal du patrimoine en 1995.
Le Château. L’appellation « château » est récente. De longue date, toutefois, ce secteur, lui aussi à la limite supérieure du vignoble, a été propriété de notables. Ce domaine est acquis en 1626 par Jean-François de Watteville (possesseur aussi des domaines de Luins et de Malessert Perroy). En 1771, le financier genevois Pierre Banquet reconstruit la maison de maître, assurément sur le modèle de La Bâtie voisine. Après avoir changé de mains à diverses reprises, cette propriété passe entre celles de Frédéric-Christian Fendt, entrepreneur, architecte et homme politique genevois qui crée un appartement dans les combles vers 1859 et surélève en 1863 les dépendances vigneronnes. Ensemble loué de 1903 à 1916 aux religieuses de Saint-Joseph d’Annecy, qui y tiennent un pensionnat de jeunes filles. Inscrit à l'inventaire cantonal du patrimoine en 1995.
La tuilerie Keusen. 